# سیارک ۲۱۴۴۷
سیارک ۲۱۴۴۷ (به انگلیسی: 21447 Yungchieh، نامگذاری:1998HZ18) بیست و یک هزار و چهارصد و چهل و هفتمین سیارک کشف شده‌است که در ۱۸ آوریل ۱۹۹۸ کشف شد.
قدر مطلق سیارک برابر ۱۴.۸ است.